# Drosophila truncata
Drosophila truncata är en tvåvingeart som beskrevs av Toyohi Okada 1964. Drosophila truncata ingår i släktet Drosophila och familjen daggflugor.
Artens utbredningsområde är Borneo och Indien.